# J'ai aimé vivre là
Pour plus de détails, voir Fiche technique et Distribution.
J'ai aimé vivre là est un film documentaire français réalisé par Régis Sauder et sorti en 2020.

## Fiche technique
- Titre : J'ai aimé vivre là
- Réalisation :  Régis Sauder
- Scénario : Régis Sauder - Textes d'Annie Ernaux
- Photographie : Tom Harari et Régis Sauder
- Son : Pierre-Alain Mathieu
- Montage : Agnès Bruckert
- Montage son et mixage : Fred Bielle
- Production : Shellac
- Pays :  France
- Genre : Documentaire
- Durée : 90 minutes
- Dates de sortie : 
  - France - 24 juillet 2020 (présentation au FIDMarseille)[1]
  - France - 29 septembre 2021 (sortie nationale)[2]

## Sélections
- Festival international de cinéma de Marseille 2020
- Festival du film de Cabourg 2021[3]